# Barbitistes
Barbitistes (лат.) — род кузнечиков из подсемейства Phaneropterinae.

## Описание
У представителей рода Barbitistes передняя дорсальная поверхность темени (фастигиум) обычно коническая и тупая. Длина антенны примерно в 1,5—3 раза больше длины тела. У самцов на самых задних сегментах имеются длинные и часто извилистые придатки — церки. Виды Barbitistes часто ярко окрашены.

## Ареал
Виды этого рода встречаются на большей части территории Европы (кроме Британских островов и Скандинавии) и в Малой Азии.

## Виды
Род включает следующие виды:
1. Barbitistes alpinus Fruhstorfer, 1920
2. Barbitistes constrictus Brunner von Wattenwyl, 1878
3. Barbitistes fischeri (Yersin, 1854)  (синоним B. berenguieri Fagniez, 1935)
4. Barbitistes kaltenbachi Harz, 1965
5. Barbitistes obtusus Targioni-Tozzetti, 1881
6. Barbitistes ocskayi (Charpentier, 1850)
7. Barbitistes serricauda (Fabricius, 1798)  typus
8. Barbitistes vicetinus Galvagni & Fontana, 1993
9. Barbitistes yersini Brunner, 1878